# Pastel del Diablo
El pastel del Diablo es una capa de chocolate de pastel húmeda y aireada. Se considera una contraparte al pastel blanco o pastel de ángel. Debido a las diferentes recetas y los cambios de ingredientes a lo largo del siglo XX, es difícil calificar lo que distingue el pastel del diablo del pastel estándar de chocolate. El pastel por lo general es acompañado por un glaseado de chocolate.
El pastel del Diablo generalmente es más húmedo y aireado que los otros pasteles de chocolate, y a menudo utiliza cacao en lugar de chocolate para el sabor como también café. La falta de chocolate derretido y la adición de café es lo que distingue típicamente el 'pastel del diablo' de un pastel de chocolate, dando resultado a un sabor a chocolate más rico. El uso de agua caliente como el líquido principal del pastel en lugar de leche, es también una diferencia común.
El pastel del Diablo es a veces distinguido de otros pasteles de chocolate por el uso de sodio adicional (bicarbonato de sodio) que eleva el nivel pH y hace el pastel de un color caoba más profundo y más oscuro. El pastel del Diablo incorpora mantequilla (o un sustituto), huevos blancos, harina y menos huevo que los otros pasteles de chocolate. Usualmente el pastel de diablo se cubre y rellena con la misma crema, que suele ser o ganache de chocolate espesa o crema de mantequilla de chocolate. El pastel del Diablo fue introducido en los Estados Unidos a principios del siglo XX con la receta en formato impreso en 1905.
Un pastel similar, el pastel de terciopelo rojo, está estrechamente relacionado con el pastel del Diablo, y en algunos libros de cocina los dos nombres pudieron haber sido intercambiables. Todos los pasteles de terciopelo rojo utilizan colorante rojo, pero la reacción del vinagre ácido y el suero de leche tiende a revelar las antocianinas rojas en el cacao.
Los ingredientes son los utilizados en el programa "Cocina Abierta" por la cocinera Eva Arguiñano.